# Structures d'exercice inter-barreaux
En France, les structures d'exercice inter-barreaux sont des sociétés d'avocat dont la particularité est d'être présentes dans plusieurs barreaux.
De telles structures sont admises en France par l'article 17 du Règlement intérieur national de la profession d'avocat. Elles doivent être inscrites au tableau de l'Ordre de leur siège social ainsi qu'à l'annexe du tableau de chaque barreau auprès desquels les avocats membres peuvent postuler. La société est constituée sous la condition suspensive de son inscription au barreau établi auprès du tribunal judiciaire dans le ressort duquel est inscrit au moins un des associés. Pour les litiges, le Conseil de l'Ordre compétent est celui de l'avocat, et non celui du siège social de la structure.
Le risque posé à la profession est l'arrivée de capitaux extérieurs aux avocats.
1. ↑  Source : cours dispensés à l'École régionale des avocats du Grand-Est